# بوب آدي
بوب آدي (بالإنجليزية: Bob Addie)‏ هو صحفي أمريكي، ولد في 6 فبراير 1910، وتوفي في 18 يناير 1982.